# Jakub Eberle
 Jakub Eberle (19. července 1718, Mašťov – 9. září 1783, Mašťov) byl český sochař a řezbář působící převážně v severozápadních Čechách. Patří mezi významné regionální představitele českého barokního sochařství.

## Život
Jakub Eberle se narodil roku 1718 mašťovskému kováři Mathesu Eberlemu jako jeden z pěti dětí. Měl dva bratry a dvě sestry. První řezbářské zkušenosti získal v truhlárně od svého strýce a později odešel do Prahy do učení k Šimonu Thallerovi. V letech 1744–1745 pobýval v Římě, kde se oženil s Terezií Stegrovou z Vídně.
Podruhé se oženil v roce 1751 s dcerou mašťovského učitele Franciskou Sacherovou. Narodilo se jim první dítě, které však zemřelo během prvního roku života. Následovali tři synové: Severinus Christian, Jan Nepomuk a Josef. Roku 1776 se Jakub Eberle oženil potřetí s dcerou své kmotry Terezií Pfeifferovou, se kterou měli dvě dcery: Marii Claru Victorii a Annu Barbaru. První zemřela brzy po porodu, druhá se narodila roku 1784 jako pohrobek.
Zemřel v Mašťově dne 9. září 1783, ale jako datum úmrtí bývá uváděn také 29. srpen 1783 Hřbitov u kostela svaté Barbory, na kterém byl pohřben, už neexistuje.

## Dílo
Přehled díla:

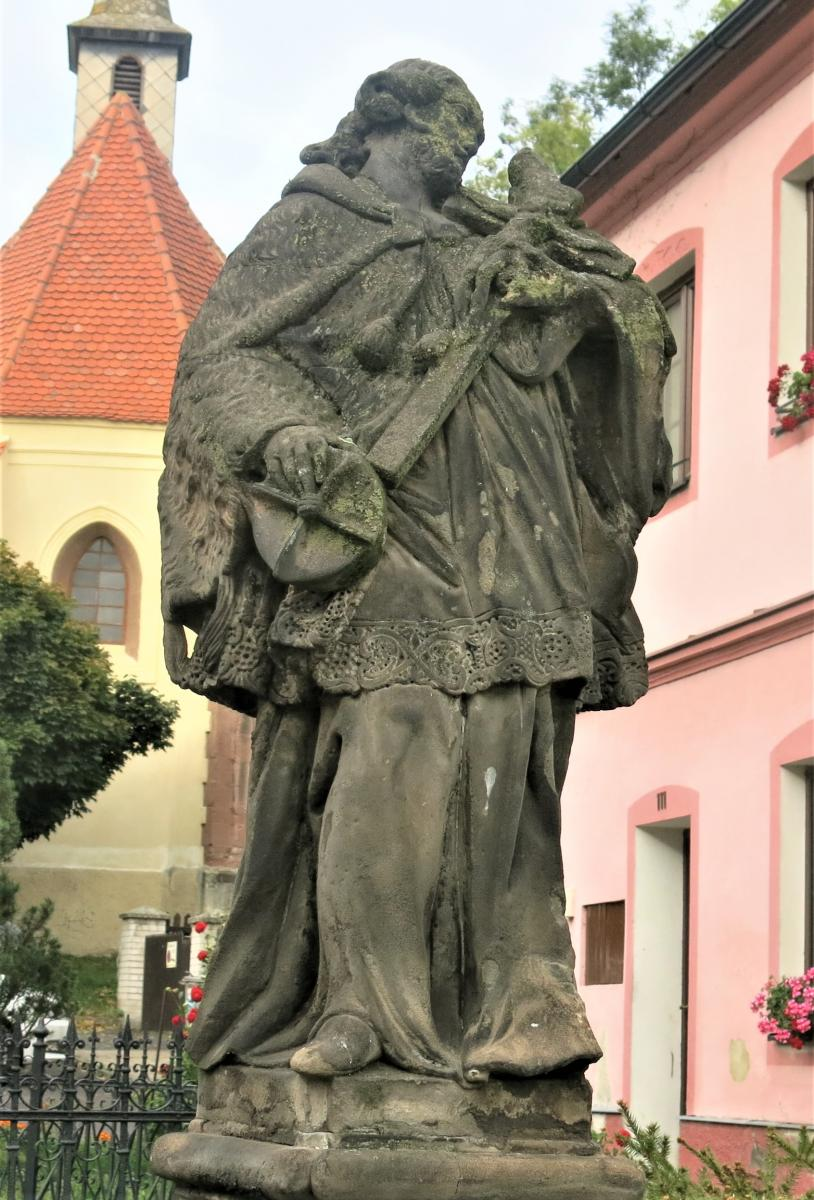
Socha svatého Jana Nepomuckého v Mašťově

- Karlovy Vary (1752) – hlavní portálový oltář se sochami svatého Augustina, Jeronýma, Petra a Pavla v kostele Maří Magdalény
- Chlum Svaté Maří (1753) – dokončení hlavního oltáře kostela Panny Marie a svaté Maří Magdaleny
- Zahořany (1754) – výzdoba kazatelny a bočního oltáře svatého Vojtěcha v kostele svatého Jana Evangelisty (spolupráce s A. Steinerem na barokní úpravě kostela)
- Loket (1757) – hlavní sloupový oltář se sochami a kazatelnou v kostele svatého Václava
- Místo (1760) – oltář v kostele Nejsvětější Trojice
- Kynšperk nad Ohří (1765) – dokončení hlavního oltáře kostela Nanebevzetí Panny Marie
- Mašťov (1765)
  - hlavní oltář se sochami svatého Petra a Pavla v kostele Nanebevzetí Panny Marie
  - venkovní kamenná plastika svatého Jana Nepomuckého[7]
- Chlum Svaté Maří (1760–1770) – sochy svaté Agáty a Apolonie pod kruchtou v kostele
- Libočany (1769–1770) – rokokový interiér kostela Všech svatých
  - hlavní oltář s anděly, rokokovými vázami a postavami křesťanských ctností
  - boční oltář Pražského Jezulátka se sochami svatého Václava a svatého Jana Nepomuckého
  - boční oltář Panny Marie se sochami svaté Alžběty a svaté Anny
  - výzdoba varhan
- Krbice (1770) – interiér kostela Všech svatých
- Zlatá Koruna (1770–1773)
  - sochařská výzdoba rokokového oltáře v kostele Nanebevzetí Panny Marie zdobený sochami svatého Benedikta a Bernarda a církevních otců Ambrože, Augustina, Silvestra a Řehoře
  - miniatura stejného oltáře pro zámeckou kapli v Chýnově přemístěná do chýnovského kostela Nejsvětější Trojice
  - epitafy Bavora III. ze Strakonic a Přemysla Otakara II.[3]
- Podlesice (1775) – kamenná socha svatého Jana Nepomuckého[7]
- Droužkovice (1780) – hlavní oltář a boční oltáře Panny Marie a Krista v kostele svatého Mikuláše
- Dolní Jiřetín (1783) – svatý Mikuláš se dvěma anděly na hlavním oltáři, sochy svatého Vavřince a Floriána v kněžišti, sochy svaté Anny a svatého Antonína v lodi kostela svatého Mikuláše